# Damias flavidior
Damias flavidior là một loài bướm đêm thuộc phân họ Arctiinae, họ Erebidae.